# Arroz blanco (gastronomía)
El arroz blanco o morisqueta (en Filipinas) es una preparación a base de arroz cocinado en agua, ampliamente consumido en el mundo. Se usa para acompañar gran cantidad de platos fuertes.

## Preparación
La preparación varía según la región. Por lo general, al arroz se mezcla con agua, aceite o manteca de cerdo y sal. Se pone a hervir y cuando seca se tapa y se baja el fuego al mínimo. Otras variaciones añaden cebolla o ajo sofritos, o aromatizan con ají o cebolla vaporizados dentro del caldero cuando el arroz ha secado. 
Otras preparaciones hierven el agua primero y luego incorporan el resto de ingredientes. También se puede preparar mezclando los ingredientes y poniéndolos al fuego bajo desde el principio hasta que el arroz se cocina.

## Variantes regionales
En América Latina es acompañante de platos como las bandejas y los sancochos de la Costa Caribe de Colombia, las menestras ecuatorianas, la feijoada, la bandeja paisa, el casado costarricense y guatemalteco o el pabellón criollo venezolano. En Colombia, Panamá y Venezuela es considerado un acompañante universal para casi cualquier tipo de comidas. 
Con un huevo frito y tajadas o salchichas se obtiene el arroz a la cubana.
En el rājmā indio, el arroz blanco acompaña judías rojas en un curry espeso con muchas especias enteras.

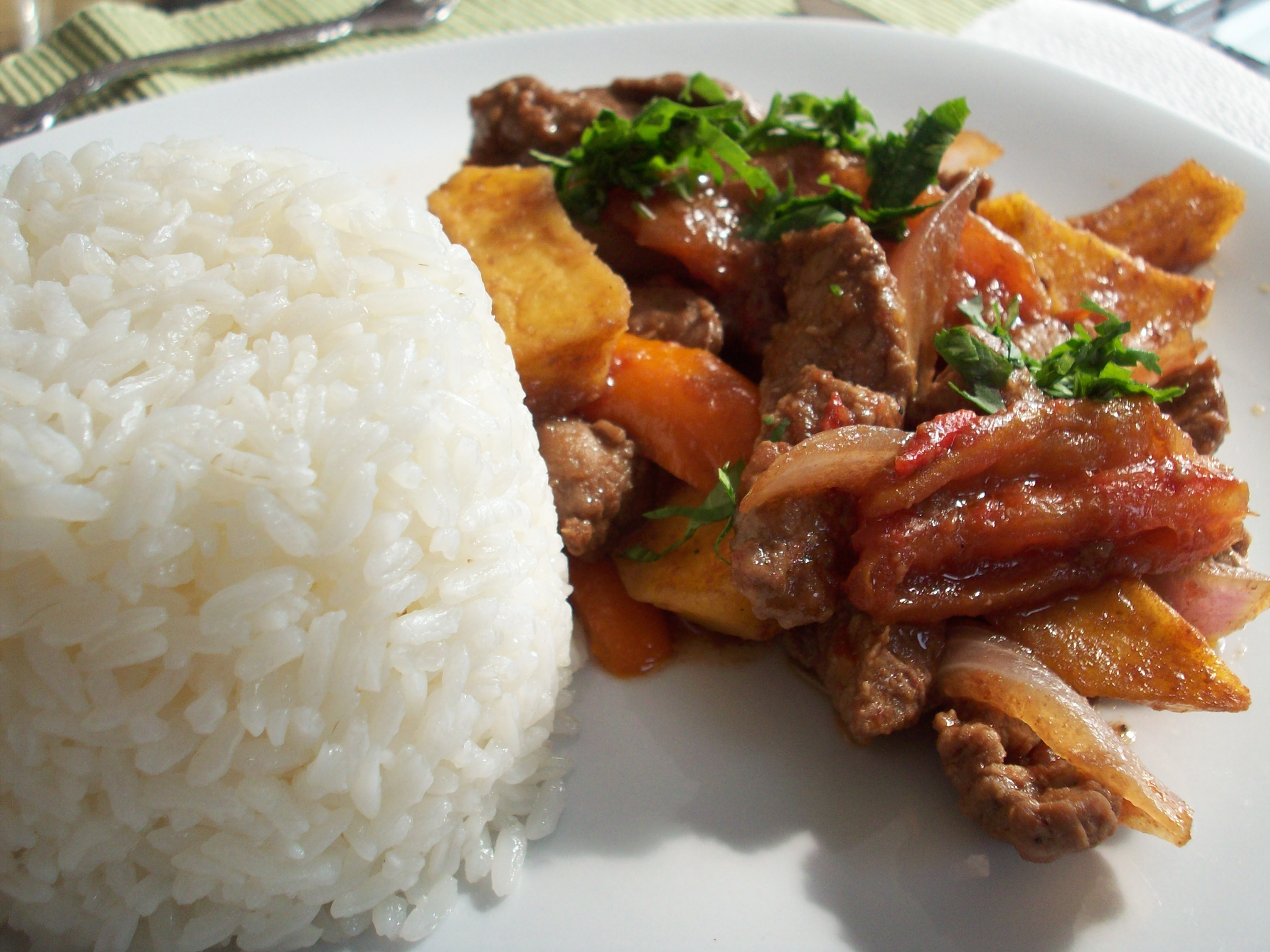
El arroz blanco es una guarnición habitual en la gastronomía peruana. En la imagen, lomo saltado.

En la gastronomía peruana acompaña a la mayoría de guisos y platos servidos como segundo, como el ají de gallina, el seco, el lomo saltado, entre otros. En esta variante, el arroz blanco graneado se elabora con manteca o aceite vegetal y ajo. También sirve de base para elaborar el arroz chaufa, a modo de comida de aprovechamiento.